# Palaemon xiphias
Palaemon xiphias är en kräftdjursart som beskrevs av Risso 1816. Palaemon xiphias ingår i släktet Palaemon och familjen Palaemonidae. Inga underarter finns listade i Catalogue of Life.